# Moara Vlăsiei
Moara Vlăsiei est une commune du județ d'Ilfov en Roumanie.